# 古利根沼

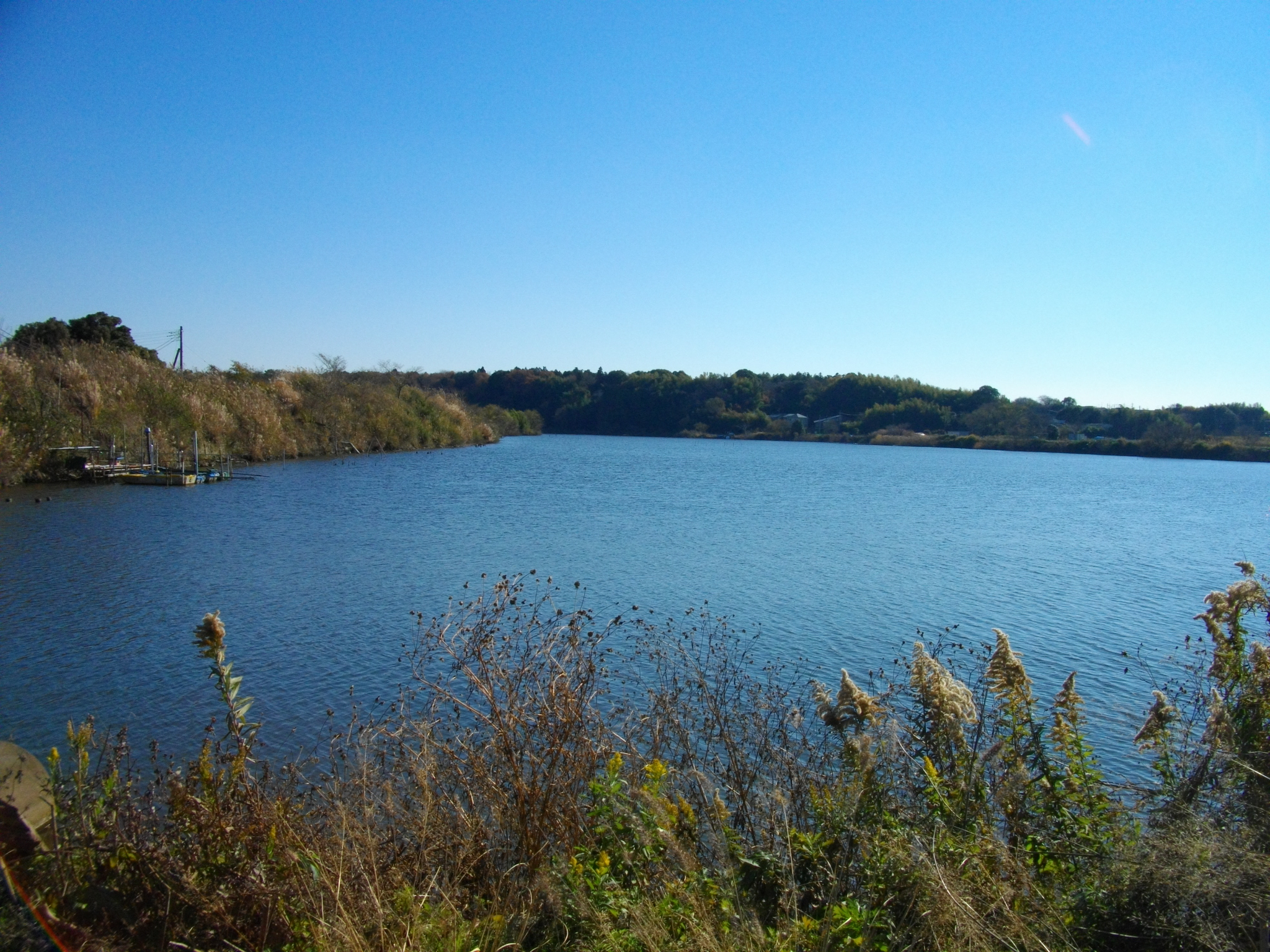
古利根沼

古利根沼（ふるとねぬま、Old Lake Tone）は、千葉県我孫子市と茨城県取手市との県境に位置する三日月湖である。

## 歴史
明治時代以前の利根川は、我孫子の青山から湖北の根古屋にかけて、南側へ大きく迂回して流れていたため、しばしば堤防が切れて大きな被害をもたらした。そこで、明治末期から大正時代にかけての利根川改修によって流路変更が行われ、本流の湾曲部が取り残された結果、古利根沼ができた。
2024年現在でも千葉県と茨城県の県境線は古利根沼を通っている。このため古利根沼と利根川に挟まれた細長い地域は、取手市取手の一部及び小堀（おおほり）となり、茨城県に所属している。このことによる弊害として、この地域に住んでいる小中学生は舟を使って利根川を渡り学校へ通わなければならなかった。現在は、取手駅周辺地域まで取手市コミュニティバス（ことバス）が運行されており、交通の便は改善されている。

## 現在
現在、古利根沼は地域住民の格好の釣り場ともなっている。小堀地区は市営渡し船である小堀の渡しによって結ばれている。また、小堀地区を循環するバスも運行されている。